# TalentNED
TalentNED is een initiatief van investeringsmaatschappij Infestos uit Enschede. TalentNED focust zich op duurzame talentontwikkeling van jonge Nederlandse sporters. Doelstelling is om voor sporttalenten een basis te leggen voor een langdurige carrière aan de (inter)nationale top, waarbij de maatschappelijke aspecten eveneens een grote rol spelen. Door zorg te dragen voor een goede samenwerking met het middelbaar onderwijs, hogeschool en universiteit borgt TalentNED ook de sociaal maatschappelijke ontwikkeling. Met een langetermijnvisie worden jonge talenten begeleid, waarbij geput wordt uit een professioneel en open netwerk van kennis, kunde en middelen vanuit de sport en het bedrijfsleven.
Gerard Kemkers, voormalig langebaanschaatser en coach van de TVM schaatsploeg, is per 1 november 2018 in dienst als directeur van TalentNED.

## Ontstaan
Als startschot is TalentNED vanaf augustus 2018 twee jaar lang sponsor geweest van een professionele schaatsploeg. De groep, onder leiding van coach Peter Kolder, bestond onder meer uit Ireen Wüst (de meest succesvolle Nederlandse deelnemer aan de Olympische Spelen aller tijden), Esmee Visser (Olympisch Kampioen 5.000 meter), Marcel Bosker (Nederlands Kampioen Allround) en Lotte van Beek. In het seizoen 2019-2020 maakten Gerben Jorritsma en Thomas Geerdinck eveneens de overstap naar team TalentNED.
Vanaf begin 2020 richt TalentNED zich volledig op haar oorspronkelijk bedoelde missie met talentenprogramma’s in meerdere sportdisciplines. Per 1 januari is TalentNED gestart met een offroad cycling team en per 1 april 2020 met nieuw schaatsteam.

## Offroad Cycling Team
Het TalentNED offroad cycling team staat onder leiding van programmamanager Bas de Bever, voormalig mountainbiker/downhiller en 15 jaar bondscoach van het nationale BMX team. Het offroad cycling team bestaat vanaf de start uit 6 mountainbikers, die worden begeleid door trainer/coach Olaf Noorbergen, bewegingswetenschapper en KNWU 4 trainer.

### Talenten
- Hannah van Boven (1999)
- Annemoon van Dienst (2003)
- Chris van Dijk (2003)
- Niek Hoornsman (2001)
- Paul Snip (2001)
- Milan Ziemerink (2001)

## Schaatsteam
Het TalentNED schaatsteam staat onder leiding van coaches Stefano Donagrandi en Arjan van der Veen. Met ingang van seizoen 2022-2023 wordt Ireen Wüst topsportmentor.

### Seizoen 2023-2024
Het schaatsteam bestaat uit 12 langebaanschaatsers.
- Ward Dielissen
- Jasper Krommenhoek
- Meike Veen
- Michiel de Groot
- Rosalie van Vliet
- Freek van der Ham
- Lieke Hoogendoorn
- Mats Bendijk
- Sil van der Veen
- Pelle Bolsius
- Isa Leroy
- Floris van Velsen

TalentNED
Arjen Boersma · Pelle Bolsius · Mette ten Cate · Philip Diniz · Quinty Hersi · Lieke Hoogendoorn · Ede Kortlever · Isa Leroy · Nathan Pijl · Daan Ridder · Floris van Velsen · Rosalie van Vliet · Olaf Vunderink
Coaches: Stefano Donagrandi · Arjan van der Veen